# 太陽系小天體

太陽系小天體

太陽系小天體（英語：small Solar System body, SSSB）是國際天文聯會在2006年重新解釋太陽系內的行星和矮行星時，產生的新天體分類項目。

其他所有環繞太陽運轉的天體都將歸屬到這個分類下：太陽系小天體……，在目前包括在內的有大多數太陽系內的小行星、多數的海王星外天體（TNO）、彗星和其他的小天體。

這包含：
- 除了矮行星之外的所有小行星，也就是說：
傳統的小行星（除了最大的穀神星）；
半人馬小行星和特洛伊天体
海王星外天體（除了冥王星、鬩神星、鳥神星和妊神星）；
所有的彗星。

還不清楚在太陽系小天體中有沒有最低的下限，是不是小到將流星體也包含在內；上限也不是很明確，但可以確定的是行星是不會屬於這個分類中的。
衛星各自有不同的軌道 ，但不是環繞著太陽，而是繞著行星、矮行星等太陽系內其他的天體。
有些較大的太陽系小天體也許會重新被分類成矮行星，這需要進一步確認她們是否達到流體靜力平衡的狀態。
太陽系小天體大多數都分布在二個明確的區域，即小行星帶和柯伊伯带。但這些區域的邊界仍是隱晦不明的，在內部可能還有由木星和海王星的等大行星的攝動造成的更細小結構。
在太陽系的其他區域內也有小天體散布著，像是近地小行星、半人馬小行星、或是彗星。必須要注意這些天體軌道的離心率和半長軸，才能知道它們來自上述主要地區之外的太陽系何處。
在近地天體（near-Earth object, NEO）中直徑小於50米的天體稱為流星體，所以流星體只是散佈在太空中的小碎屑。而英國皇家天文學會對流星體的認定是直徑在100微米到10米之間，任何比這更小的不是歸屬於星際塵埃，就是在氣體雲中的分子或原子。
流星體通常只有在成為流星時才會被觀察到，但最大的一些可以成為隕石而會對地面造成損害，像造成東古斯加事件的撞擊體被認為直徑至少有20米。近年來，地球軌道附近發現了幾塊大流星體在環繞著，但在2007年5月前，都未曾觀察到這些已知的太陽系小天體撞擊地球的情事。 
最大的太陽系小天體会逐步升级为矮行星，只要其外形满足流体静力平衡（球形或椭球），下表列出相关天体：
| 天体     | 英文名   | 编号    | 半径 （公里） | 质量 （1021千克） | 平均轨道半径 （天文单位） | 分类 柯伊伯带包括冥族小天体、 QB1天体、其它共振天体 |
| -------- | -------- | ------- | ------------- | ----------------- | ------------------------- | --------------------------------------------------- |
| 谷神星   | Ceres    | 1       | 475±2         | 0.94              | 2.77                      | 小行星带                                            |
| 冥王星   | Pluto    | 134340  | 1185±10       | 13.05             | 39.26                     | 冥族小天体                                          |
| 阋神星   | Eris     | 136199  | 1163±6        | 16.7              | 67.67                     | 離散盤                                              |
| 鸟神星   | Makemake | 136472  | 715±7         | 3                 | 45.79                     | QB1天体                                             |
| 妊神星   | Haumea   | 136108  | 620±30        | 4.01              | 43.13                     | 其它共振天体                                        |
| 共工星   | Gonggong | 225088  | 640±105       | 2                 | 67.21                     | 離散盤                                              |
| 冥卫一   | Charon   | Pluto I | 604±2         | 1.52              | 39.26                     | 冥族小天体或卫星                                    |
| 创神星   | Quaoar   | 50000   | 555±3         | 1.4               | 43.58                     | QB1天体                                             |
| 赛德娜   | Sedna    | 90377   | 498±40        | 0.8               | 518.57                    | 離散盤或内奥尔特云                                  |
| 2002 MS4 |          | 307261  | 470±30        | 0.7               | 41.93                     | QB1天体或離散盤                                     |
| 亡神星   | Orcus    | 90482   | 460±10        | 0.64              | 39.17                     | 冥族小天体                                          |
| 潫神星   | Salacia  | 120347  | 430±20        | 0.45              | 42.19                     | QB1天体或離散盤                                     |